# Abdulhamid II.
Abdülhamid II. (jiné přepisy: Abdülhamit II., Abdulhamid II., Abdü 'l-Hamíd; arab. Abd al-Hamíd II., Abdu 'l-Hamíd, arab. nepřesně Abdul Hamíd II., arab. nepřesně Abdulhamíd II.; 21. září 1842, Konstantinopol – 10. února 1918, Konstantinopol) byl turecký sultán. Rozporuplná osoba tureckých dějin. Podporoval rozvoj školství a infrastruktury a považoval se za hlavu všech muslimů (chalífa). Jeho hlavním politickým spojencem bylo Německo.
I když zpočátku usiloval o demokratické reformy říše (první ústava, vyhlášení konstituční monarchie), tak po porážce ve válce s Ruskem v roce 1878 je všechny sám zrušil. Krvavě potlačil povstání v Arménii a řecké nepokoje na Krétě, což v roce 1897 vedlo k řecko-turecké válce.
Po vítězství mladoturků byl v roce 1908 přinucen obnovit ústavu. V roce 1909 byl sesazen a poslán do vyhnanství do Soluně.

## Sesazení z trůnu
Bývalý sultán byl vyhoštěn do exilu v Soluni. V roce 1912 připadla Soluň pod nadvládu Řecka a Abdulhamid se vrátil zpět do Istanbulu. Své poslední dny strávil studiem, tesařstvím a psaním memoárů v paláci Beylerbeyi u Bosporu, za doprovodu pěti manželek a dětí. Zemřel 10. února 1918, pár měsíců předtím, než se jeho bratr Mehmed V. stal sultánem. Byl pohřben v Istanbulu.
V roce 1930 dostalo devět vdov a třináct jeho dětí majetek v hodnotě 50 milionů amerických dolarů jako dědictví. Jeho celkový majetek však byl odhadován na 1,5 miliardy amerických dolarů.
Abdulhamid byl posledním sultánem Osmanské říše, který měl absolutní nadvládu v zemi. Během 33 let jeho vlády země čelila úpadku a ostatní evropské země Říši nazývaly „nemocným mužem na Bosporu“ (Řecko-turecká válka#Nemocný muž na Bosporu, Turecká válka za nezávislost#Nemocný muž na Bosporu).

## Panislámismus
Abdulhamid věřil, že myšlenky tanzimatu nemohou přinést zemi nesourodé názory, tak jako osmanismus. Přisvojil si nový ideologický princip – panislámismus. Od roku 1517 byli osmanští sultáni zároveň i chálífou. Tuto skutečnost chtěl Abdulhamid hojně propagovat a zdůrazňovat existenci Osmanského chalífátu. Vnímal, že v Osmanské říši žije mnoho etnik a tak jediným způsobem, jak lidi různých národností sjednotit, pro něj byla víra, tedy islám.
Povzbudil panislámismus tím, že oslovil všechny muslimy žijící v evropských státech, aby se sjednotili – např. v Rakousku albánské muslimy, v Rusku Tatary a Kurdy, ve Francii marocké muslimy a v Británii indické muslimy. Zároveň byly omezeny výsady cizinců v Osmanské říši, které byly překážkou pro efektivní vládu. Na konci jeho vlády nakonec poskytl finanční prostředky k zahájení stavby strategicky důležité konstantinopolsko-bagdádské železniční dráhy, díky čemuž se více lidem přiblížila možnost cesty do Mekky k vykonání svaté pouti. Poté, co byl sesazen z trůnu byla výstavba železnice zrychlena a dokončena díky Mladoturkům. Misionáři poté mohli být vysíláni do vzdálenějších zemí, kde mohli hlásat nadřazenost islámu a chalífátu.
Panislámismus byl značně úspěšný. Po řecko-turecké válce mnoho muslimů oslavovalo vítězství a výhru Osmanů považovali za výhru všech věřících. V muslimských oblastech byla po válce kritizována evropská nadvláda a byly vyřčeny námitky proti kolonizaci. Výzvy Abdulhamida k muslimskému cítění však nebyly vždy příliš účinné kvůli rozšířené neloajálnosti uvnitř říše. V Mezopotámii a Jemenu byla nespokojenost i mezi samotnou armádou.

## Potomstvo
Sultán Abdulhamid II. měl celkem 13 manželek a 17 dětí:
| Jméno                                               | Narození           | Úmrtí              | Poznámky                                                                              |
| --------------------------------------------------- | ------------------ | ------------------ | ------------------------------------------------------------------------------------- |
| S Emine Nazikedâ Kadınefendi (sňatek 1863) – 1 dítě |                    |                    |                                                                                       |
| Ulviye Sultan                                       | 1868               | 5. října 1875      | narodila se a zemřela v paláci Dolmabahçe pohřbena na hřbitově Yahyi Efendiho         |
| S Bedrifelek Kadınefendi (sňatek 1868) – 3 děti     |                    |                    |                                                                                       |
| Şehzade Mehmed Selim                                | 11. ledna 1870     | 4. května 1937     | oženil se šestkrát, měl dvě dcery a jednoho syna zemřel v Damašku v Sýrii             |
| Zekiye Sultan                                       | 21. ledna 1872     | 13. července 1950  | provdala se a měla dvě dcery zemřela ve Francii                                       |
| Şehzade Ahmed Nuri                                  | 11. února 1878     | 7. srpna 1944      | oženil se a neměl žádné děti zemřel ve Francii                                        |
| S Nurefsun Kadınefendi – žádné děti                 |                    |                    |                                                                                       |
| S Bidar Kadınefendi (sňatek 1875) – 2 děti          |                    |                    |                                                                                       |
| Naime Sultan                                        | 3. září 1876       | 1945               | provdala se dvakrát a měla jednu dceru a jednoho syna zemřela v Tiraně v Albánii      |
| Şehzade Mehmed Abdülkadir                           | 16. ledna 1878     | 16. března 1944    | oženil se pětkrát, měl čtyři syny a dvě dcery zemřel v Sofii v Bulharsku              |
| S Dilpesend Kadınefendi (sňatek 1883) – 1 dítě      |                    |                    |                                                                                       |
| Naile Sultan                                        | 9. ledna 1884      | 25. října 1957     | provdala se a neměla žádné děti pohřbena na hřbitově Yahyi Efendiho                   |
| S Mezidimestan Kadınefendi (sňatek 1885) – 1 dítě   |                    |                    |                                                                                       |
| Şehzade Mehmed Burhaneddin                          | 19. prosince 1885  | 15. června 1949    | oženil se čtyřikrát a měl dva syny zemřel v New Yorku                                 |
| S Emsalinur Kadınefendi (sňatek 1885) – 1 dítě      |                    |                    |                                                                                       |
| Şadiye Sultan                                       | 30. listopadu 1886 | 20. listopadu 1977 | provdala se dvakrát a měla jednu dceru pohřbena v hrobce sultána Mahmuda II.          |
| S Müşfika Kadınefendi (sňatek 1886) – 1 dítě        |                    |                    |                                                                                       |
| Hamide Ayşe Sultan                                  | 31. října 1887     | 10. srpna 1960     | provdala se dvakrát a měla jednu dceru a tři syny pohřbena na hřbitově Yahyi Efendiho |
| Se Sazkar Hanımefendi (sňatek 1890) – 1 dítě        |                    |                    |                                                                                       |
| Refia Sultan                                        | 15. června 1891    | 1938               | provdala se a měla dvě dcery zemřela v Damašku v Sýrii                                |
| S Peyveste Hanımefendi (sňatek 1893) – 1 dítě       |                    |                    |                                                                                       |
| Şehzade Abdurrahim Hayri                            | 14. srpna 1894     | 1. ledna 1952      | oženil se dvakrát a měl jednu dceru zemřel v Paříži                                   |
| S Fatma Pesend Hanımefendi (sňatek 1896) – 1 dítě   |                    |                    |                                                                                       |
| Hatice Sultan                                       | 10. července 1897  | 14. února 1898     | narodila se a zemřel v paláci Yıldız pohřbena na hřbitově Yahyi Efendiho              |
| S Behice Hanımefendi (sňatek 1900) – 2 děti         |                    |                    |                                                                                       |
| Şehzade Ahmed Nureddin                              | 22. června 1901    | prosinec 1944      | oženil se a měl jednoho syna zemřel v Paříži                                          |
| Şehzade Mehmed Bedreddin                            | 22. června 1901    | 13. října 1903     | dvojče Ahmeda Nureddina pohřben na hřbitově Yahyi Efendiho                            |
| Se Saliha Naciye Hanımefendi (sňatek 1904) – 2 děti |                    |                    |                                                                                       |
| Şehzade Mehmed Abid                                 | 17. září 1905      | 8. prosince 1973   | oženil se dvakrát a neměl žádné děti zemřel v Nice ve Francii                         |
| Samiye Sultan                                       | 16. ledna 1908     | 24. ledna 1908     | zemřela den po narození                                                               |

## Vyznamenání
- rytíř Řádu Serafínů – Švédsko, 24. července 1879[2][3]
- rytíř Řádu zlatého rouna – Španělsko, 19. prosince 1880[2][4]
- rytíř velkokříže Řádu Kamehamehy I. – Havajské království, 1881[5]
- velkokříž Královského uherského řádu svatého Štěpána – Rakousko-Uhersko, 1881[6]
- rytíř Řádu slona – Dánsko, 13. prosince 1884[2][7]
- rytíř velkokříže Řádu svatého Olafa – Švédsko-norská unie, 11. února 1885[8]
- velkostuha s řetězem Řádu chryzantémy – Japonsko, říjen 1887 – udělil japonský císař Meidži
- velkokříž Řádu bílého sokola – Sasko-výmarsko-eisenašské vévodství, 1891[9]
- rytíř Řádu Mahá Čakrí – Siam, 18. prosince 1892[10]
- rytíř Nassavského domácího řádu zlatého lva – Lucembursko, 29. července 1897
- velkokříž s řetězem Řádu Karla I. – Rumunské království, 1907[11]
- rytíř Řádu černé orlice – Německé císařství[2][12]
- rytíř Řádu zvěstování – Italské království[2]
- rytíř velkokříže Řádu věže a meče – Portugalské království
- velkokomtur s meči Královského hohenzollernského domácího řádu – Německé císařství